# Frame (Zeitschrift)
Frame – the Great Indoors ist eine europaweit zweimonatlich erscheinende Fachzeitschrift mit Themenschwerpunkt Innenarchitektur, Design und Architektur. Sitz der Redaktion ist in Amsterdam. Früher trug sie den Untertitel: „The International Review of Interior Architecture and Design“.
Von der Frame-Redaktion wird auch das ebenfalls zweimonatlich erscheinende Architekturmagazin Mark – Another Architecture herausgegeben. Außerdem sind mehrere Buchpublikationen von Frame erschienen. Beide Zeitschriften befassen sich mit weltweiten Architektur und Designtrends und fallen durch eine sehr bunte und schrille Gestaltung auf und erscheinen in englischer Sprache.

## Thematische Gliederung
Jede Ausgabe ist unterteilt in vier Rubriken:
- Visions – From the Drawing Board: Unrealisierte, visionäre Projekte aus dem Bereich Innenarchitektur
- Stills – Portfolio of Places: Portraits realisierter Projekte
- Features – Projects in Perspective: Ausführlichere Portraits ausgewählter Projekte und Designer/Architekten
- Goods – Material Matters: Informationen zu Produktdesign und Materialinnovationen

## Auszeichnungen
- 2003 The Art Directors Club (ADC) 82nd Annual Awards: Merit Award
- 2004 The Society of Publication Designers (SPD): Silberne Medaille als Magazin des Jahres

## Buchpublikationen (Auswahl)
- Tessa Blokland: Material World 2. Birkhäuser Verlag, 2006, ISBN 978-3-7643-7279-8
- Jorg Boner: Grand Stand. Gingko Press 2004, ISBN 978-90-77174-03-6
- Clare Lowther: Grand Stand 2. Die Gestalten Verlag, 2008, ISBN 978-3-89955-305-5
- Hanneke Kamphuis u. a.: Atmosphere: The Shapes of Things to Come. Birkhäuser Verlag, ISBN 978-3-7643-8387-9
- Clare Lowther, Sarah Schultz (Hrsg.): Beachlife - Architecture and Interior Design on the Seaside. Die Gestalten Verlag, 2008, ISBN 978-3-89955-302-4